# İhsan Saraçlar
İhsan Saraçlar (né le 6 juin 1928 à Samsun – mort le 5 janvier 2008 à Ankara) est un juriste et homme politique turc.

## Biographie
Après avoir étudié le droit à l'université d'Istanbul, İhsan Saraçlar s'établit comme juriste indépendant et entame une carrière politique en rejoignant les rangs du Parti démocrate (en turc, Doğru Yol Partisi, DYP) — fondé en 1983 par Suleyman Demirel après la dissolution du Parti démocrate historique et du Parti de la Justice lors du Coup d'État du 12 septembre 1980 — dont il fut le vice-président de 1991 à 1995.
Il fut membre de la Grande assemblée nationale de Turquie (en turc, Türkiye Büyük Millet Meclisi).
Il fut, par ailleurs, longtemps vice-président du Mouvement international de la Croix-Rouge et du Croissant-Rouge.
Le 30 décembre 2007 İhsan Saraçlar est victime d'un accident vasculaire cérébral, et meurt une semaine plus tard, le 5 janvier 2008 à Ankara.  Il était marié et avait trois enfants.